# Anacroneuria marshalli
Anacroneuria marshalli és una espècie d'insecte plecòpter pertanyent a la família dels pèrlids que es troba a Sud-amèrica: l'Argentina.
El seu nom científic honora la figura de Stephen Marshall, col·lector de l'holotip.

## Descripció
- Els adults són de color marró i groc amb el pronot gairebé marró, les ales marró clar amb la nervadura de color ambre i les potes marrons amb franges estretes i negres.
- Les ales anteriors dels mascles fan 8 mm de llargària.
- Ni la femella ni la larva no han estat encara descrites.[3]
- En el seu estadi immadur, és aquàtic i viu a l'aigua dolça, mentre que com a adult és terrestre i volador.[2]